# Qeni
Qeni là Người trông coi các mỏ đá, một quan chức phụng sự dưới thời trị vì của pharaon Ramesses II thuộc Vương triều thứ 19 trong lịch sử Ai Cập cổ đại.

## Chứng thực
Theo bức tượng đôi của thần Wepwawet và Isis-Hathor đang được trưng bày tại Viện bảo tàng Mỹ thuật Metropolitan (số hiệu MMA 17.2.5), Qeni là con của Siese Già và là cha của Siese Trẻ. Bức tượng MMA 17.2.5 thuộc sở hữu của một trong hai Siese. Chức vị Người trông coi các mỏ đá được truyền từ Siese Già đến Qeni và tiếp tục là Siese Trẻ. Gia đình của Qeni đến từ vùng Asyut.
Qeni còn được nhắc đến trên một tấm bia được phát hiện tại Abydos có niên đại vào năm thứ 42 trị vì của Ramesses II; tấm bia hiện được lưu giữ tại Bảo tàng Cairo (số hiệu CGC 34505). Trên tấm bia, nhà vua đang dâng lễ cho các vị thần Osiris, Isis và Horus, còn Qeni được nhắc đến là cha của Tiy-Nefertari. Tiy-Nefertari là vợ của Wenennefer, Đại tư tế của Osiris dưới thời vua Ramesses II.
Tên của Qeni còn được đề cập trên bức tượng đôi của Wenennefer và người cha là tư tế Mery, hiện đang được lưu giữ Bảo tàng Cairo (số hiệu JE 35257). Những dòng chữ trên tượng xác nhận, Qeni là cha của Tiy-Nefertari, và mẹ của Tiy tên là Wiay. Điều đó có nghĩa, Qeni và Wiay là cha mẹ vợ của Đại tư tế Wenennefer, và là ông bà ngoại của cả hai Đại tư tế Hori và Yuyu.